# Troglohyphantes bureschianus
Troglohyphantes bureschianus är en spindelart som beskrevs av Christo Deltshev 1975. Troglohyphantes bureschianus ingår i släktet Troglohyphantes och familjen täckvävarspindlar.
Artens utbredningsområde är Bulgarien. Inga underarter finns listade i Catalogue of Life.